# Urinarna kateterizacija
Urinarna kateterizacija (engleski: cathing) postupak je u kojem se urinarni kateter (cjevčica načinjena od lateksa, poliuretana ili slikona) uvodi kroz uretru do pacijentova mokraćnog mjehura. Kateterizacija omogućava slobodno istjecanje pacijentova urina iz mokraćnog mjehura, radi sakupljanja istoga. Također može biti korištena za injiciranje tekućina koje služe za dijagnostiku ili terapiju bolesti mokraćnog mjehura. Kateterizaciju najčešće izvodi zdravstveni djelatnik, obično medicinska sestra, no moguće je i da ju pacijent samostalno obavlja. Kateter može biti trajni (permanentni) ili intermitentni, koji se uklanja poslije svakog pražnjenja mjehura.

## Vrste katetera
Postoji nekoliko osnovnih vrsta katetera:
- Foleyev kateter (permanentni urinarni kateter)-na svome kraju ima balon u koji se stavlja fiziološka otopina da bi se balon «napuhao» i na taj način zadržao kateter u mokraćnom mjehuru. Baloni su veličine 5 cm² ili 30 cm², napravljeni od silikonske ili prirodne gume.
- Intermitentni kateter/Robinsonov kateter - fleksibilni kateter koji se koristi za kratkotrajnu drenažu urina. Za razliku od Foleyjeva katetera, nema balona na kraju te se ne može zadržati u mokraćnom mjehuru nepričvršćen. Može biti premazan i nepremazan (npr. hidrofilni premazani i spreman za uporabu).
- Coude (lakatni) kateter - ima zakrivljen vrh koji mu omogućuje da lakše prođe kroz zavoj prostatične uretre.
- Hematurični kateter - tip Foleyjeva katetera koji se koristi za kontroliranje krvarenja nakon transuretralne resekcije prostate. Koristan je za endoskopsko-kirurške postupke i u slučaju masivne hematurije. Postoje kateteri s dvostrukim i trostrukim lumenom.
- Vanjski kateter, urinski kondom ili kondom-kateter - koristi se kod inkontinentnih muškaraca i nosi niži rizik od infekcije u usporedbi s trajnim kateterom, jer se ne uvodi u uretru već ostaje na površini kože.

Dimenzije katetera su određene Francuskom kateterskom skalom. Najčešće su veličine 3,3 mm pa sve do 9,3 mm. Zdravstveni radnik će izabrati kateter dovoljno velik da omogući slobodno otjecanje urina te spriječi curenje urina mimo katetera. Veće dimenzije katetera su potrebne ako je urin gust, krvav ili sadrži veće količine sedimenta. Kod većih katetera postoji veća mogućnost oštećenja uretre. Neki ljudi razviju preosjetljivost na lateks nakon dugotrajnog korištenja lateks katetera nakon čega se on mora zamijeniti silikonskim ili teflonskim. Kateteri obloženi aktivnom srebrom mogu reducirati broj infekcija.

## Razlike među spolovima
U muškaraca, kateter se uvodi u urinarni trakt kroz penis. Kondom kateter se ne uvodi u penis nego se stavlja na njegov vršak. U žena se nakon čišćenja povidon- jodidom kateter uvodi u uretralni meatus. U žena je procedura nešto kompliciranija zbog varijacija u izgledu genitalija (zbog dobi, pretilosti, ženskog obrezivanja, poroda i drugih faktora), ali dobar kliničar se treba osloniti na temeljne anatomske odrednice i strpljenje. U Ujedinjenom Kraljevstvu je opće prihvaćeno da je čišćenje područja oko uretralnog meatusa s fiziološkom otopinom sasvim dovoljno i za muškarce i za žene te da ne postoji pouzdani dokaz da čišćenje s antiseptikom smanjuje rizik od infekcije. Muškarci imaju nešto veći rizik za spazam mokraćnog mjehura. Ako se dogodi spazam, ili nema urina u drenažnoj vrećici, moguće je da je kateter blokiran krvlju, gustim sedimentom ili deformacijom katetera ili drenažne vrećice. Ponekad je spazam uzrokovan kateterom koji ima iritativno djelovanje na mokraćni mjehur, prostatu i penis. Takvi spazmi se mogu kontrolirati lijekovima kao što je butilskopolamin, no ipak se većina pacijenata prilagodi na iritaciju i spazam spontano nestane.
Česte indikacije za kateterizaciju pacijenta su akutna ili kronična urinarna retencija (koja može oštetiti bubrege), ortopedski postupci koji ograničavaju pacijentovo kretanje, potreba za preciznim motrenjem količine urina ( npr. u JIL-u), benigna prostatična hiperplazija, inkontinencija i posljedice različitih kirurških intervencija u području mokraćnog mjehura i prostate.
Budući da mnogim pacijentima insercija ili vađenje urinarnog katetera uzrokuje nesnosnu bol, često je potrebno primijeniti lokalni anestetik. Kateterizacija bi trebala biti sterilan medicinski postupak koji izvodi kvalificirano osoblje koristeći pritom opremu dizajniranu za ovu svrhu, osim u slučaju intermitentne kateterizacije koju educirani pacijent sam izvodi. Intermitentnu autokateterizaciju pacijent izvodi četiri do šest puta dnevno, koristeći pritom čistu tehniku u većini slučajeva. Medicinske sestre koriste sterilnu tehniku pri izvođenju intermitentne kateterizacije u bolničkim uvjetima. Neispravno izvođenje postupka može uzrokovati traumu uretre ili prostate u muškaraca, infekciju urinarnog trakta ili parafimozu u neobrezanih muškaraca. Za pacijente s lezijom kralježničke moždine i neurogenim mokraćnim mjehurom intermitentna kateterizacija je standardna metoda za pražnjenje mjehura. Postupak je siguran i učinkovit i rezultira poboljšanom funkcijom bubrega i gornjeg urinarnog trakta, ublažujući vezikouretralni refliks i inkontinenciju (Hedlung i sur., 2001). Uz kliničke prednosti, autokateterizacija također poboljšava kvalitetu života pacijenta omogućavajući mu neovisnost i sigurnost. (Lapides i sur., 1972).

## Održavanje katetera
Kateter koji se dulje vremena ostavi u tijelu ostaje pričvršćen na drenažnu vrećicu u kojoj se skuplja urin što onda omogućava mjerenje njegova volumena. Postoje tri vrste drenažnih vrećica: Prva je nožna vrećica, manji elastični uređaj koji se elastičnim zavojem pričvrsti uz nogu. Nožna vrećica se obično nosi danju ostajući diskretno skrivena ispod hlača ili suknje te se lako isprazni u zahod. Drugi tip drenažne vrećice je nešto veća down drain koja se može koristiti preko noći. Ovaj uređaj se objesi na kukicu ispod pacijentova kreveta- nikad se ne stavlja na pod zbog rizika od bakterijske infekcije. Treći uređaj se zove trbušna vrećica, a nosi se oko struka te je prikladna za sve situacije. Pacijent je može staviti ispod donjeg rublja gdje ostaje potpuno neprimijećena.
Tijekom dugotrajnog korištenja, kateter može biti ostavljen u tijelu cijelo vrijeme ili ga pacijent može izvaditi nakon svakog pražnjenja mjehura(intermitentna autokateterizacija). Pacijenti koji se pripremaju za veće kirurške zahvate su često kateterizirani i ostaju takvi neko vrijeme. Ponekad je potrebno isprati mjehur sa sterilnom otopinom injiciranom kroz kateter kako bi uklonili ugruške ili neki drugi materijal koje se nije uspio izdrenirati.

## Posljedice dugotrajne uporabe katetera
Duljina uporabe katetera može biti od velike važnosti za pacijenta. Inkontinentni pacijenti bivaju često kateterizirani kako bi se smanjili troškovi liječenja. Ipak, dugotrajna kateterizacija nosi značajan rizik za infekcije urinarnog trakta. Upravo zbog ovog razloga je kateterizacija zadnji izbor pri rješavanju problema inkontinencije i to tek kad su se iscrpila ostala rješenja. Ostale komplikacije dugotrajne uporabe katetera su krvne infekcije (sepsa), oštećenje uretre, oštećenje kože, mokraćni kamenci i pojava krvi u urinu (hematurija). Nakon dugogodišnje uporabe također se može razviti i karcinom mokraćnog mjehura.

## Suzbijanje infekcije
Svakodnevno održavanje katetera i drenažne vrećice je nužno kako bi se reducirao rizik od infekcije. Takve mjere opreza uključuju:
- Čišćenje uretralnog područja (mjesta gdje kateter izlazi iz tijela) i samog katetera.
- Odvajanje drenažne vrećice od katetera samo s čistim rukama.
- Odvajanje drenažne vrećice što je rjeđe moguće.
- Održavanje konektora drenažne vrećice što je više moguće čistim i povremeno čišćenje drenažne vrećice.
- Korištenje tankog katetera što je češće moguće kako bi se smanjio rizik od oštećenja uretre pri njegovom umetanju.
- Pijenje dovoljno tekućine kako bi se proizvelo barem dvije litre urina dnevno.
- Seksualna aktivnost nosi visok rizik za urinarnu infekciju, pogotovo za kateterizirane žene.

Nedavna otkrića vezana uz privremeni prostatični stent se smatraju mogućom alternativom trajnoj kateterizaciji i infekcijama koje su povezane s njezinim korištenjem.